# Centre d'affaires de Brisbane
Le Brisbane central business district (CBD) est un quartier central de Brisbane (Queensland, Australie) qui se trouve au nord du Brisbane. C'est un quartier d'affaires.

## Situation
Le quartier a une forme triangulaire et est bordé par le fleuve Brisbane à l'est, au sud et à l'ouest. La pointe du triangle formé par le quartier s'appelle Gardens Point (en) ; elle descend vers le nord où le quartier est bordé par des parcs et par le quartier de Spring Hill (en) au nord. 
Le CBD est bordé au nord-est par le quartier de Fortitude Valley. À l'ouest, il est bordé par Petrie Terrace qui est de nouveau  un quartier indépendant, après avoir été intégré au CBD de 1970 à 2010.

## Sources
- (en) Cet article est partiellement ou en totalité issu de l’article de Wikipédia en anglais intitulé « Brisbane central business district » (voir la liste des auteurs).